# Exopalpus ochracea
Exopalpus ochracea är en tvåvingeart som först beskrevs av Townsend 1914.  Exopalpus ochracea ingår i släktet Exopalpus och familjen parasitflugor.
Artens utbredningsområde är Peru. Inga underarter finns listade i Catalogue of Life.